# Picigin
El Picigin (AFI: pit͡sǐgiːn) és un joc de pilota tradicional de Croàcia. És un esport amateur que se juga a vora de la platja, i on els jugadors han d'impedir que la pilota toque terra mitjançant colps.

## Origen
El picigin es va originar en la platja de sorra de Bačvice, a Split. Es diu que es comença a jugar el 1908, per un grup de d'estudiants croates de vacances, que a Praga s'havien aficionat al waterpolo però que a Split no trobaven aigües suficientment profundes per a practicar l'esport. Així, s'inventaren un joc nou, que acabaria sent el picigin. Altres fonts, però, donen 1923 com a data de creació de l'esport.

## Descripció
El joc es realitza amb diversos jugadors en cercle amb una pilota menuda. L'objectiu és per mantenir la pilota en l'aire i fora de l'aigua per tant de temps com siga possible. Els jugadors no agafen la pilota, la colpegen amb el palmell de la mà. Pel seu estil, el joc s'assembla una mica al voleibol, però és jugat amb una pilota més menuda, que sol ser una pilota de tennis pelada.
Normalment hi participen cinc jugadors, però no hi ha cap nombre fixat. Es considera que el Picigin és un esport no competitiu: no hi han ni equips, ni puntuació, ni guanyadors ni perdedors. Els participants ho veuen com un passatemps, i molts jugadors aprofiten per fer salts extravagants i acrobàtics mentre colpegen la pilota.

### Regles
Com que el picigin és un esport amateur, no hi ha cap regla estricta o formal. Es juga seguint la tradició oral, amb algunes variacions, però l'objectiu principal sempre és el mantenir la pilota en l'aire tant de temps com siga possible.

#### Jugadors
Hi ha normalment cinc jugadors en el joc. A dos d'ells se'ls anomena sidruni (sidro = àncora, que no varien la seua posició) i els altres tres s'anomenen trkači (corredors, que es mouen durant el oc). Els grups poden combinar jugadors de diferents gèneres i edats.

#### Terreny
El Picigin es juga en platges de sorra amb aigües poc profundes. La platja ha de ser de sorra i l'aigua poc profunda per a evitar lesions en el moment en què els jugadors fan acrobàcies per a colpejar la pilota.

#### Pilota
Al picigin es juga amb una pilota de tennis pelada, anomenada balun.

## Tradició
Els més puristes consideren que només a la platja de Bačvice es pot jugar a picigin. En qualsevol cas, allà és on va sorgir el joc i on més popularitat té. Es juga en totes les estacions de l'any, i hi ha certa tradició de jugar-hi el dia d'any nou, tot i les baixes temperatures.
El juny de 2008, es va protegir el picigin com un bé cultural immaterial croata per un període de tres anys. S'ha previst protegir l'esport de manera permanent.

### Campionats
Des de 2005 existeix un campionat mundial (Prvenstvo svita u piciginu) celebrat a la platja de Bačvice.